# Grupo Xcaret
Grupo Xcaret is een bedrijf gevestigd in Playa del Carmen in de Mexicaanse staat Quintana Roo. Het organiseert toeristische excursies en exploiteert amusementsparken en hotels aan de Riviera Maya. De groep ontving meerdere prijzen, zoals in 2018 de Liseberg Applause Award voor het Xcaret Park en in 2022 de Traveler's Choice Award en de Business Innovation Tourism Award.

## Geschiedenis
In 1984 vatte architect en ondernemer Miguel Quintana Pali het plan op om zijn droomhuis te bouwen nabij Playa del Carmen aan de Riviera Maya. Hij kocht hiervoor een aantal hectaren grond. Bij het bouwklaar maken van de locatie ontdekte hij diverse cenotes (zinkgaten) en ondergrondse rivieren. Hierdoor zag hij af van zijn oorspronkelijk plan en ging hij samen met de gebroeders Oscar, Marcos, en Carlos Constandse over tot het bouwen van het eco-archeologisch park dat de naam Xcaret kreeg.
Na de opening van Xcaret Park in december 1990 bouwde Pali nieuwe attracties, restaurants, parken en hotels. Tegelijkertijd werden ook busexcursies, boottochten en een veerdienst naar het eiland Isla Mujeres een vast onderdeel van de groepsactiviteiten. Dit alles vormde de groep Grupo Xcaret Experiencas met aan het hoofd Miguel Quintana Pali als CEO.
In 2012 ontving het bedrijf de Premio Ulises.
In februari 2019 kondigde ondervoorzitter Carlos Constandse Madrazo de inkorting van de bedrijfsnaam Grupo Xcaret Experiencas naar Grupo Xcaret aan. Tegelijkertijd werden voor het 30-jarig bestaan een kleurrijk logo en een nieuwe bestuursstructuur voorgesteld. Met Marcos Constandse Redko als directeur administratie en financiën en David Quintana Morones als directeur strategie en ontwikkeling kregen de zonen van de twee oprichters hun officiële plaats in de raad van bestuur.

## Strategie
De strategie is gebaseerd op ecologisch verantwoord ondernemen in de toeristische sector waarbij rekening wordt gehouden met de historische Mexicaanse cultuur en de archeologische overblijfselen. Op deze manier werden meerdere Maya-ruïnes veiliggesteld en deels hersteld, en werden pre-koloniale dansen (zoals de Papantlavliegers), gerechten en culturele activiteiten nieuw leven ingeblazen.
Sinds eind 2019 richt de groep haar pijlen op toekomstige uitbreidingen in Columbia en Venezuela waar ze nieuwe parken wenst aan te leggen.

## Locaties

### Parken en hotels
| Park                                                                         | Thema                                | Opening          |
| ---------------------------------------------------------------------------- | ------------------------------------ | ---------------- |
| Xcaret - Hotel Xcaret Mexico - Hotel Xcaret Arte - Hotel La Casa de la Playa | Aqua-eco-archeologisch en dierentuin | december 1990    |
| Xel-Há                                                                       | Ecologisch                           | 1995             |
| Xplor                                                                        | Avontuur                             | 2009             |
| Xplor Fuego                                                                  | Avontuur                             | 2013             |
| Xoximilco                                                                    | Mexicaanse cultuur, drijvend feest   | december 2013    |
| Xenses                                                                       | Zintuiglijke ervaringen              | 22 juli 2018     |
| Xavage                                                                       | Avontuur                             | 5 april 2019     |
| Xibalba                                                                      | Ontdekking van de onderwereld        | 12 december 2020 |

### Restaurants
Naast de restaurants in de parken heeft de groep met Carlos Gaytán ook de eerste met een Michelinster bekroonde Mexicaanse kok in huis gehaald.

### Water- en busexcursies
Onder de naam Xcaret Xailing worden catamarans en plaatsen op schepen aangeboden om de Riviera Maya en de Caraïbische Zee te verkennen. Daarnaast organiseert het bedrijf busuitstappen naar Mayaruïnes en andere trekpleisters.